# Сары Гялин (танец)
Сары Гялин (азерб. Sarı Gəlin) — азербайджанский народный женский танец , исполняющийся под музыку одноимённой народной песни. Танец включён в репертуар ряда азербайджанских танцевальных коллективов и неоднократно исполнялся на различных фестивалях, концертах и танцевальных конкурсах.

## Этимология
Словосочетание «Сары Гялин», по словам искусствоведа Эльнары Дадашовой, переводится с азербайджанского и как «невеста в жёлтом одеянии», и как «младшая невеста». Так как «гялин» — невеста, а слово «сары» имеет два значения — «младшая» и «жёлтое». В суре Корана «Багара» (Корова) есть аят о «Воскресшей желтой корове», в которой слово «сары» богословы связывают с именем святой Фатимы Захры. То есть, отмечается, что слово «сары» символизирует всех честных, благородных и достойных рая женщин.

## Структура танца
В мае 2018 года В Бакинской хореографической академии состоялся научный семинар под названием «Воплощение симфонических мугамов в балетных постановках». На семинаре с докладом «Танцы «Самани», «Сары Гялин», «Узундара», «Терекеме» на мугамах «Раст», «Шур», «Шуштэр»» выступила Заслуженная артистка Азербайджана Этери Джафарова.

## Исполнение
Танец исполняется молодыми девушками под медленную лирическую музыку одноимённой народной песни «Сары Гялин». У танцующей девушки, как правило, жёлтое одеяние.

### В репертуаре танцевальных коллективов
Танец «Сары Гялин» наряду с другими народными танцами включён в репертуар Азербайджанского государственного ансамбля танца, являющегося ведущим хореографическим коллективом Азербайджана.
По словам директора Нахичеванской государственной филармонии Заслуженного артиста Азербайджана музыканта Эльмана Алиева азербайджанский народный танец «Сары Гялин» включён в репертуар Ансамбля песни и танца филармонии. Согласно Алиеву, этот танец наряду с такими народными танцами, как «Гавалла», «Три цветка», «Терекеме», был восстановлен коллективом ансамбля с использованием письменных источников и воспоминаний старшего поколения.
По словам руководителя функционирующего в Турции Азербайджанского клуба танца и искусства турецкого деятеля искусств Дерья Акдемир, азербайджанский народный танец «Сары Гялин» также включён в репертуар коллектива клуба.
Исполнительница азербайджанских народных танцев Заслуженная артистка Азербайджана Алия Рамазанова организовала танцевальный коллектив «Изящество» в Доме культуры имени Шахрияра в Баку, где обучала детей народным танцам, в том числе и танцу «Сары Гялин». Она сама также исполняла этот танец.

### На международных конкурсах
В марте 2017 года на чемпионате Европы по артистическому танцу, который прошел в Москве азербайджанский танцевальный коллектив Эмиля Панахова «Alov» в третьей номинации (фольклорная стилизация, ансамбль из 9 человек) с танцем «Сары Гялин» занял второе место. В этом же году на международном фестивале детских конкурсов «Творчество без границ-2017» в Италии творческий коллектив Азербайджанского центра детского и юношеского творчества в номинации «Танец» исполнил композицию «Страна огней — Азербайджан», состоявшей также из танца «Сары Гялин», в итоге заняв первое место среди 15 стран и выиграв Гран-при фестиваля.
В декабре 2019 года на конкурсе «Золото нации» в Москве азербайджанская танцовщица Лейла Гадимли за исполнение танца «Сары Гялин» была удостоена диплома I степени.